# Дівоча вежа (Стамбул)
Дівоча вежа (тур. Kız Kulesi, трансліт. Киз Кулесі), також Леандрова вежа — маяк на невеликому острові у Босфорі, в межах теперішнього району Ускюдар у Стамбулі. Є одним із символів міста.

## Історія
Первісно (із 408 року до Р. Х.) грецька вежа для попередження руху перських кораблів, діючи як шлагбаум перед містом. Відомий залізний ланцюг, захищав вхід в протоку, його було натягнуто між вежею і півостровом. У ХІІ сторіччі було перебудовано на маяк, відновлено османами в 1509 році. Час від часу служив як в'язниця або карантин. Сьогоднішній зовнішній вигляд здобула з 1763 року, реконструкція відбулася 1998—1999 рр. На 2010-і вежа є станцією управління рухом на Босфорі, кав'ярнею і рестораном.

## Легенди
Існує багато легенд про будівництво вежі і про її місцезнаходження. Найвідоміша турецька легенда свідчить: Турецький султан шалено любив свою дочку. Одного разу оракул напророкував, що його дочка помре, від укусу змії. Переляканий батько, щоб уникнути нещастя вирішив закрити дочку у недосяжності для змій, і вирішив побудувати вежу. Після того, як вежа була побудована, султан наказав перевести його дочку до вежі, щоб уберегти її від можливої смерті. Коли дочці султана виповнилося 18 років, султан подарував їй горщик з фруктами. Коли іменинниця відкрила горщик, в фруктах виявилася отруйна змія, яка вкусила дівчину, внаслідок чого вона померла, як і було передбачено оракулом. За іншою легендою — дівчина залишилася жива, її врятував принц, висмоктавши отруту змії. Звідси і назва — Дівоча вежа.
Ще одну легенду розповідають екскурсоводи про другу назву вежі — вежа Леандро. Згідно з цією легендою вежа отримала свою назву на честь героя давньогрецького міфу — юнака Леандра, який полюбив Геру, жрицю Афродіти, яка заради нього порушила обітницю безшлюбності, і щоб зустрічатися з нею, перепливав щоночі протоку Дарданелли. Небезпека не могла зупинити закоханого юнака і щоночі знову і знову він плив туди, де горів далекий вогонь смолоскипа, який запалювала Геро. Але одного разу вогонь згас, і не зумів знайти в темряві правильну дорогу до острівця Леандр потонув. Вранці хвилі винесли його тіло до ніг дівчини що так і не дочекалася його. У розпачі дівчина піднялася на вежу, кинулася в море і потонула. Але протока Дарданелли розташована за 300 км південніше.

## Сучасний стан

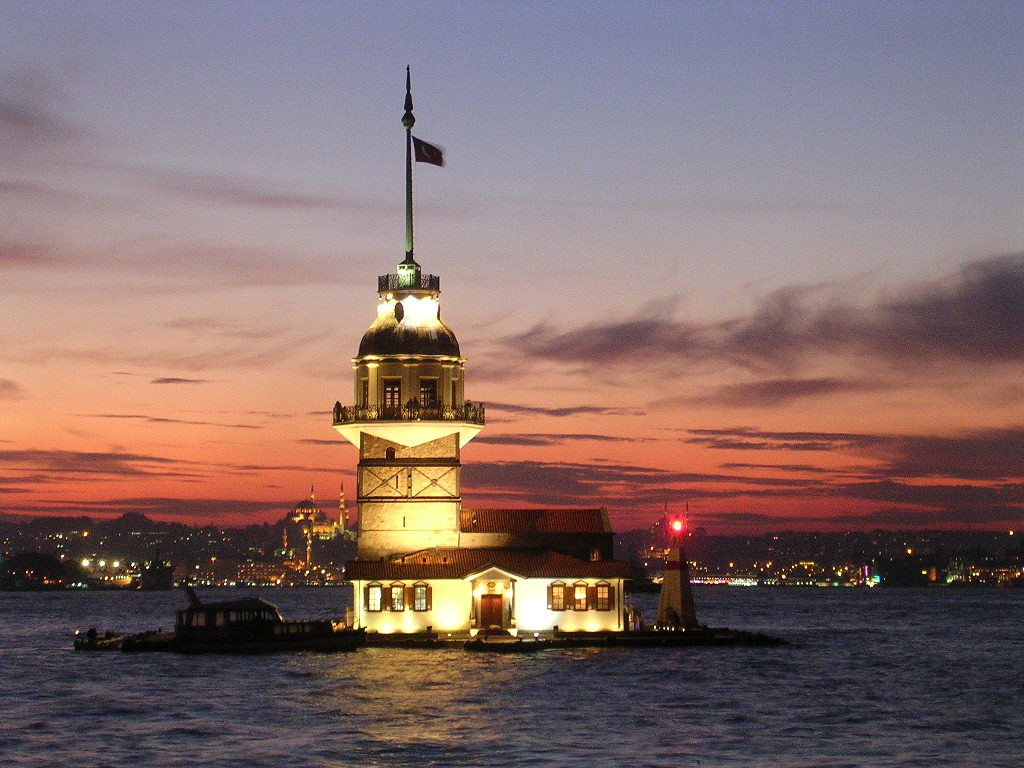
Дівоча вежа ввечері

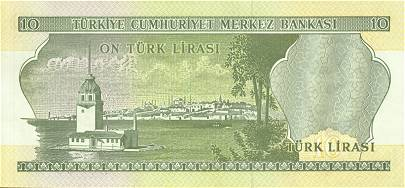
Реверс банкноти в 10 турецьких лір (1966—1981)

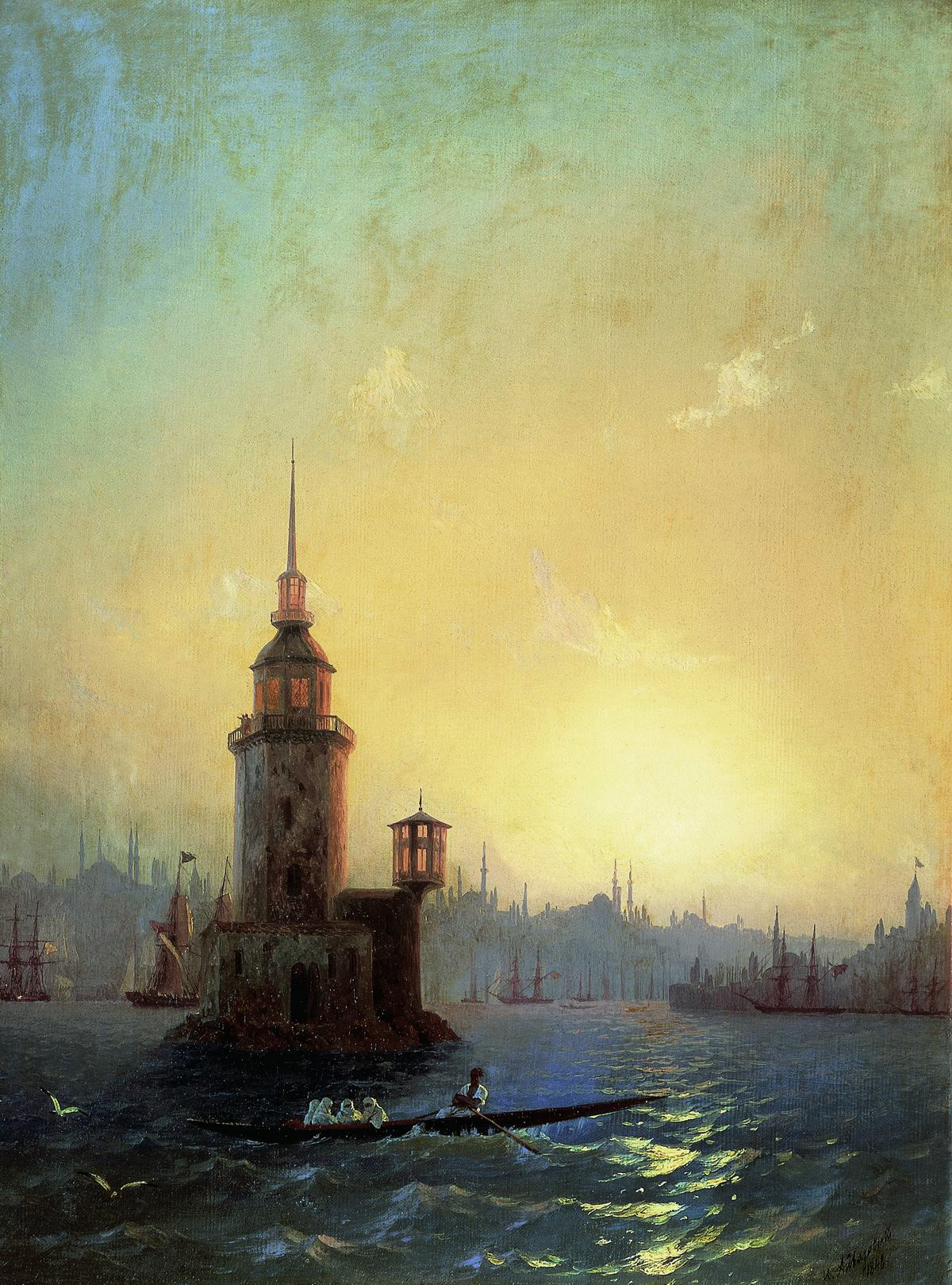
Айвазовський «Вид Леандрової вежі в Константинополі»

З метою відкрити вежу для відвідувачів в 1999 році в ній був проведений капітальний ремонт. Слідом за цим було оголошено, що за рік в рамках туристичного проекту у вежі розташуються ресторан і культурний центр. Сьогодні для туристів і інших відвідувачів у вежі відкриті ресторан, кафе, бар, оглядовий майданчик і сувенірна крамничка. На невеликих катерах відвідувачі можуть дістатися до вежі корабликами від причалів Кабаташ (фракійська частина) і Юскюдар (анатолійська частина).

## Ресурси Інтернету
- Офіційний сайт [Архівовано 3 березня 2022 у Wayback Machine.]
- Дівоча вежа (Стамбул) [Архівовано 9 березня 2016 у Wayback Machine.] на сервісі Яндекс.Панорами.